# Zanzíbar (ciutat)
La ciutat de Zanzíbar (en anglès: Zanzibar City; en suahili: Jiji la Zanzibar; en àrab: مدينة زنجبار; sovint citada simplement com Zanzíbar) és la capital i major ciutat de Zanzíbar, a Tanzània. Es troba a la costa oest d'Unguja, l'illa principal de l'arxipèlag de Zanzíbar, al nord de Dar es Salaam, la capital tanzana. També serveix com la capital del Districte Urbà de Zanzíbar. El 2002 la seva població era de 205.870 persones.
La ciutat de Zanzíbar es compon de dues parts principals, Stone Town i Ng'ambo (literalment: "Ciutat de pedra" i "l'altra banda" respectivament), les dues àrees estan històricament dividides per un rierol, ara marcat per un carrer gran. Stone Town és el centre històric de la ciutat, va ser l'antiga capital del sultanat de Zanzíbar entre 1856 i 1964. A causa de la seva singular arquitectura i cultura, ha estat declarada per la UNESCO Patrimoni de la Humanitat el 2000. Ng'ambo és molt més gran i és la zona moderna que s'ha desenvolupat al voltant de Stone Town després de la Revolució de Zanzíbar, amb edificis d'oficines i blocs d'apartaments.

## Història
L'any 1592 va arribar al port el primer vaixell anglès.
El 1824, el sultà Said bin Sultan al-Busaid d'Oman va establir la capital del seu regne a la ciutat.

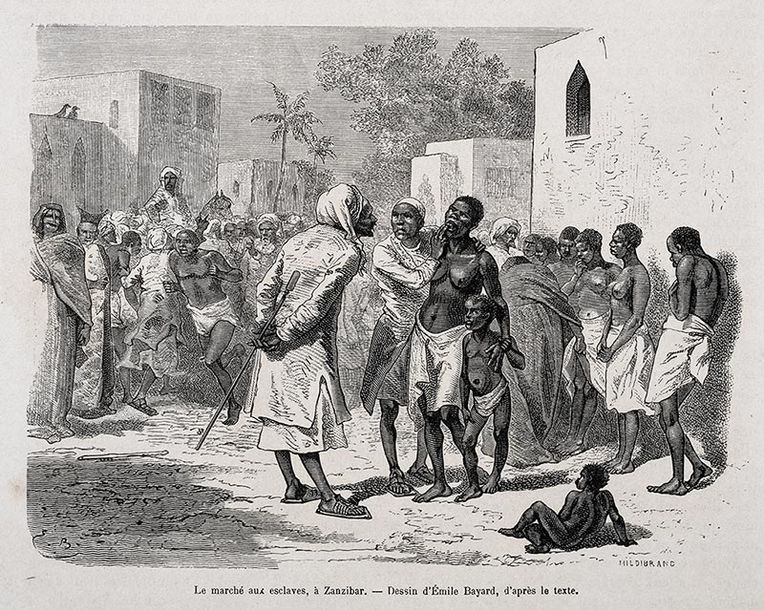
Un mercat d'esclaus a Zanzíbar, dibuixat per Émile Bayard i gravat per Hildebrand.

La ciutat era un focus d'esclavitud, un dels principals ports de l'Àfrica oriental per al comerç d'esclaus. El 1846, l'illa tenia 360.000 esclaus per 450.000 habitants.
El 1859 una terrible epidèmia de còlera va causar milers de morts.
El 1866, l'explorador britànic David Livingstone (1813-1873) es va quedar a Zanzíbar per preparar la seva darrera expedició a Tanzània.
El 1869 es va produir una nova epidèmia de còlera.
El 1872 s'inaugurà la connexió marítima mensual amb Aden.
El 1873 es va tancar el gran mercat d'esclaus de Mkunazini.
El 1892 Zanzíbar va ser declarat port lliure.
L'any 1929 es va acabar la construcció del modern port.